# Епархия Сомбатхея
Епархия Сомбатхея (венг. Szombathelyi egyházmegye, лат. Dioecesis Sabariensis) — католическая епархия латинского обряда в Венгрии с центром в городе Сомбатхей. Входит в состав митрополии Веспрема. Кафедральным собором епархии Сомбатхея является церковь Посещения Пресвятой Девы Марии.

## История
17 июня 1777 года Римский папа Пий VI издал буллу «Relata semper», которой учредил епархию Сомбатхея, выделив её из епархий Дьёра, Веспрема (сегодня — Архиепархия Веспрема) и Загреба (сегодня — Архиепархия Загреба). В этот же день епархия Сомбатхея вошла в митрополию Эстергома (сегодня — Архиепархия Эстергома-Будапешта).
Первый епископ Сомбатхея Янош Сий построил в 1780 году семинарию, в 1783 году — епископскую резиденцию и в 1797 году — кафедральный собор Посещения Пресвятой Девы Марии.
После Трианонского договора часть территории епархии Сомбатхея отошла к апостольской администратуре Бургенланда (сегодня — Епархия Айзенштадта) и епархии Лаванта (сегодня — Архиепархия Марибора).
31 марта 1993 года епархия Сомбатхея вошла в митрополию Веспрема.

## Статистика
По данным на 2004 год в епархии насчитывалось 294 тысячи католиков (77,8 % населения), 144 священника и 176 приходов. Кафедральным собором епархии является собор Посещения Пресвятой Девы Марии в Сомбатхее. С 2006 по 2016 года епархию возглавлял епископ Андраш Вереш (венг. Veres András).

## Ординарии епархии
- епископ Янош Сили (23.06.1777 — 2.01.1799);
- кардинал Франтишек де Паула Хрзан-з-Харасова (12 марта 1800 — 1 июня 1804);
- епископ Леопольд Перлаки Шомодь (26.08.1806 — 20.02.1822);
- епископ András Bolle (21.03.1825 — 1844);
- епископ Gábor Balassa (17.06.1844 — 11.08.1851);
- епископ Ferenc Szenczy (10.03.1853 — 19.02.1869);
- епископ Имре Сабо (22.11.1869 — 1881);
- епископ Корнель Хидаши (15.03.1883 — 1900);
- епископ Вильмош Иштван (16.12.1901 — 24.12.1910);
- епископ Янош Микеш (11.12.1911 — 21.11.1936);
- епископ Йожеф Грёс (19.07.1939 — июль 1939);
- епископ Шандор Ковач (3.03.1944 — 1972);
- епископ Арпад Фабиан O.Praem.[2] (7.01.1975 — 14.05.1986);
- епископ Иштван Конкой (5.06.1987 — 20.06.2006);
- епископ Андраш Вереш (20.06.2006 — 17.05.2016);
- епископ Янош Секей (18.06.2017 — по настоящее время).

## Источник
- Булла Relata semper, Bullarii romani continuatio, Tomo VI, Parte I, Prato 1843, стр. 351—355  (лат.)